# Bombus macgregori
Espèce
Statut de conservation UICN

 LC  : Préoccupation mineure
Bombus macgregori est une espèce de bourdons d'Amérique centrale.

## Répartition et habitat
Bombus macgregori se rencontre au Mexique et au Guatemala et vit dans les forêts de montagne.